# Załęcze (województwo wielkopolskie)
Załęcze (niem. Königsdorf) – wieś w Polsce położona w województwie wielkopolskim, w powiecie rawickim, w gminie Rawicz.
Miejscowość w XIX i w pierwszej połowie XX wieku stanowiła część Dolnego Śląska w pruskim powiecie górowskim i następnie (od roku 1945) w polskim powiecie o tej samej nazwie w województwie wrocławskim. W ramach refromy administracyjnej w 1954 roku została jednak przyłączona do ówczesnej gromady Sierakowo w powiecie rawickim w województwie poznańskim. W latach 1972–76 w gminie Sierakowo.
W latach 1975–1998 miejscowość administracyjnie należała do województwa leszczyńskiego.
Zobacz też: Załęcze Małe, Załęcze Wielkie